# Helictotrichon setaceum
Helictotrichon setaceum là một loài thực vật có hoa trong họ Hòa thảo. Loài này được (Vill.) Henrard mô tả khoa học đầu tiên năm 1940.